# Araneus tuscarora
Araneus tuscarora är en spindelart som beskrevs av Levi 1973. Araneus tuscarora ingår i släktet Araneus och familjen hjulspindlar. Inga underarter finns listade i Catalogue of Life.